# Flemming Besenbacher
Flemming Besenbacher, född 4 oktober 1952, är en dansk fysiker och professor i nanoteknik  på institutionen för fysik och astronomi, Aarhus universitet. Han är också grundare av iNano (Interdisciplinært  Nanoscience Center) som är en del av fakulteten för vetenskap och teknik vid Aarhus universitet. Centret grundades 2002 och bedriver undervisning och forskning inom nanovetenskap.
Besenbacher blev professor vid Aarhus Universitet år 1996 och året därpå gästsprofessor över sommaren på Berkeley Lab, [[University of
California, Berkeley]]. Mellan åren 2007 och 2010 blev Besenbacher hedersprofessor på åtta olika Lista över universitet i Kina runt om i Kina.
Han är också ordförande I Carlsbergsfondens styrelse.
Besenbachers forskar på utveckling och användning av sveptunnelmikroskop och andra ytkänsliga redskap för att studera bland annat självorganiserande nanotrukturer, biokompatibla material och syntes och karaktärisering av nanostrukturer på ytor.
Han har vunnit många priser för sin framstående forskning, bland andra Villum Kann Rasmussen’s pris, som är det största forskarpriset i Danmark.
I mars 2011 hade han fått 480 vetenskapliga artiklar publicerade varav tio i Science och tio i Nature. Hans artiklar har blivit citerade över 14 000 gånger.
Han blev 2006 utsedd till den tredje mest inflytelserika personen inom dansk forskning.
Flemming Besenbacher fick ett särskilt pensionssystem när han tillträdde, där han fick fyra miljoner danska kronor i pension vid anslutning snarare än att behöva tjäna pensionen själv.
Den danska näringsmyndigheten var kritisk [2], men slutade acceptera ordningen eftersom Carlsbergstiftelsen ändrade systemet så att framtida ordförande skulle behöva tjäna sin egen pension.
År 2020 blev Flemming Besenbacher en nyckelfigur i Innovationsfonden [3] när två anställda fick sparken efter att ha uttalat sig emot stöd för ett projekt som Flemming Besenbacher insisterade på att de skulle få stöd. Bakom projektet stod bland annat en medlem av Society of Sciences, som ansvarar för att utse styrelsen för Carlsberg Foundation, där Besenbacher också är ordförande. År 2019 fick han 1,6 miljoner. DKK för den positionen.
Slutligen blev Flemming Besenbacher en nyckelfigur i fallet "en grupp kritiska forskare vid Aarhus universitet ifrågasatte arbetet från två forskarkollegor, som Carlsberg Foundation har hjälpt till att finansiera. Forskningsresultaten visade sig vara så felaktiga att två professorer Arbetet är nu märkt "Dubious research practice" av Aarhus University.
Ordföranden för stiftelsen Carlsberg har kallat de kritiska forskarna "häckande skidåkare" och "babianer", som förtjänade "en gock i nötterna" om de inte höll tillbaka kritiken. Välgrundare av Carlsberg Foundation, brygger J.C. Jacobsen, bör inte uppleva ordförandens grova språk och försök att påverka fri forskning. "[4]
Som en konsekvens av Flemming Besenbachers olämpliga försök att påverka beslutsprocesserna vid Aarhus universitet får Flemming Besenbacher inte längre behandla ansökningar om forskningsstöd från Aarhus universitets vetenskapliga forskare i Carlsberg Foundation. [5]
Professor emeritus i vetenskapsteori vid Köpenhamns universitet Heine Andersen har tidigare varit starkt kritisk mot Besenbachers handlingar. »Förtroendet för Carlsbergstiftelsens objektivitet har försvagats kraftigt. Enligt min åsikt lyckas inte uttalandet rätta till den skadan, säger han.

## Fotnoter
1. 1 2  https://www.nordnet.se/mux/web/analys/nyheter/visaNyhet.html?itemid=208865013&sourcecode=ddk
2. ↑  http://besenbacher.inano.dk/fileadmin/inano/Besenbacher-system/cv-fbe-2011-outreach-March2011.pdf
3. ↑  http://besenbacher.inano.dk/fileadmin/inano/Besenbacher-bruger/publications/Biosketch__Flemming_Besenbacher__November_2009.pdf
4. ↑  http://www.nanotech.dtu.dk/English/News/Arkiv.aspx?guid={5A9F4BEA-6990-4328-8C7D-C47AF2D722B9} Arkiverad 19 juli 2011 hämtat från the Wayback Machine.
5. ↑  ”Flemming Besenbacher modtager Grundfosprisen på 1 million kroner” (på danska). Aarhus universitet. 15 maj 2006. Arkiverad från originalet den 16 november 2017. https://web.archive.org/web/20171116143031/http://www.au.dk/nyheder/glnyheder/2006/150506/.